# Andreas Herzog
Andreas Herzog (Wenen, 10 september 1968) is een voormalig Oostenrijks voetballer, die als middenvelder heeft gespeeld. In 1992 werd hij verkozen tot Oostenrijks voetballer van het jaar. Hij beëindigde zijn actieve loopbaan in 2004 bij Los Angeles Galaxy.
Herzog speelde van 1988 tot en met 2003 voor de nationale ploeg. Tijdens zijn carrière speelde hij 103 interlands en was daarmee Oostenrijks recordhouder, hij maakte in totaal 26 doelpunten. Herzog maakte deel uit van de Oostenrijkse selectie bij de WK's van 1990 en 1998.

## Erelijst
Rapid Wien
- 1. Division

1987, 1988
 Werder Bremen
- Bundesliga

1993
- DFB-Pokal

1994, 1999
 Bayern München
- UEFA Cup

1996